# Поныри (станция)
Поныри́ — железнодорожная станция Орловско-Курского региона Московской железной дороги расположенная в одноимённом посёлке Поныри Курской области. Пункт оборота электропоездов, следующих от станций Курск и Орёл (по одному поезду в сутки), расположенной на расстоянии 68 км.
Во время Великой Отечественной войны здание станции сильно пострадало в ходе боёв летом 1943 года. Станция оказалась на переднем крае боёв в июле 1943 года.
На станции есть две низкие платформы: одна островная и боковая. Современное здание вокзала двухэтажное (в центре трёхэтажное), каменное, построено в конце 1940-х — начале 1950-х годов, сейчас светло-серого цвета. Внутри памятные залы, украшенные в честь победы на Курской дуге в 1943 году, в том числе портреты военных, участвовавших в боях в районе станции Поныри. На фасаде станции установлены мемориальные доски в честь войск Центрального фронта под командованием генерала К. К. Рокоссовского и в честь самого генерала. Здание железнодорожной станции, построенное в 1869 году по проекту известного архитектора М.Ю.Арнольда,  является  объектом культурного наследия народов РФ (регионального значения) и охраняется государством.

## Галерея

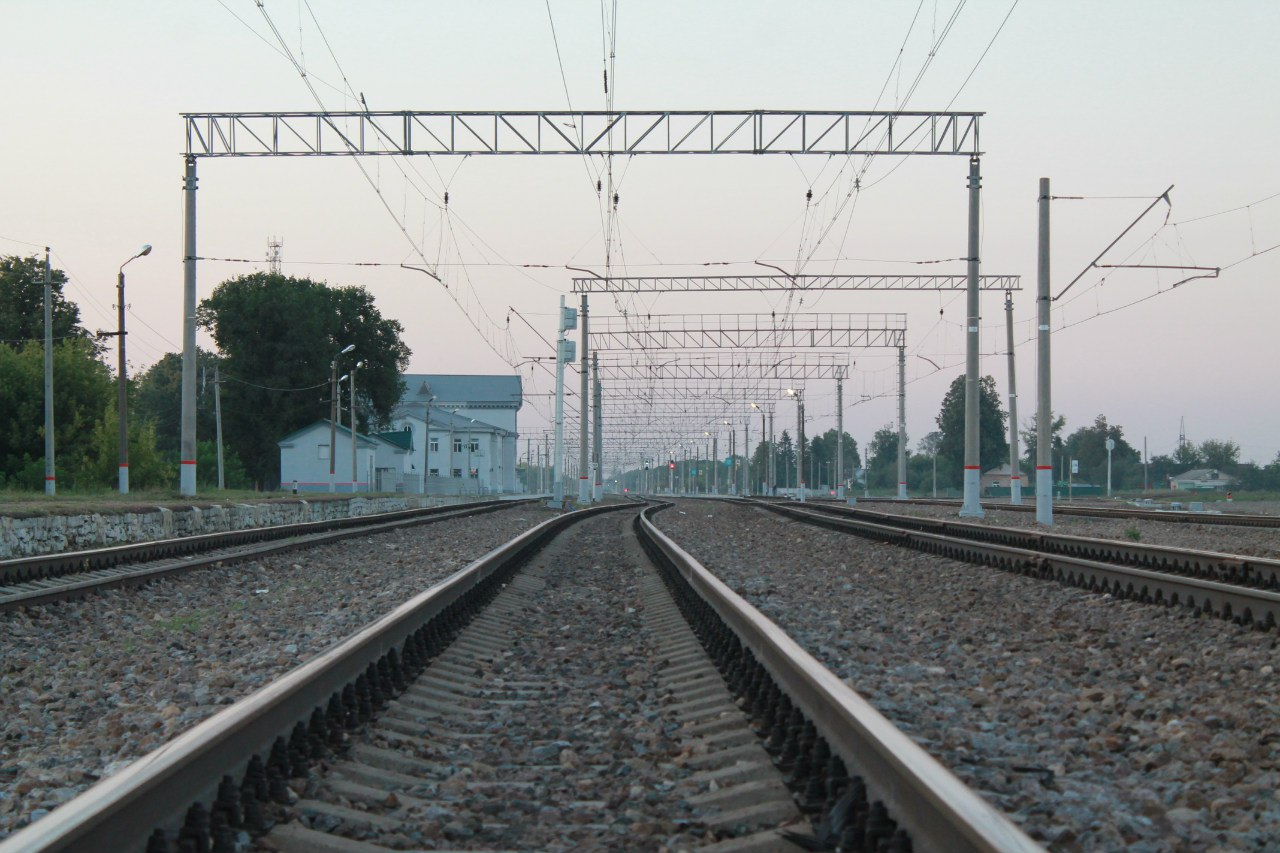
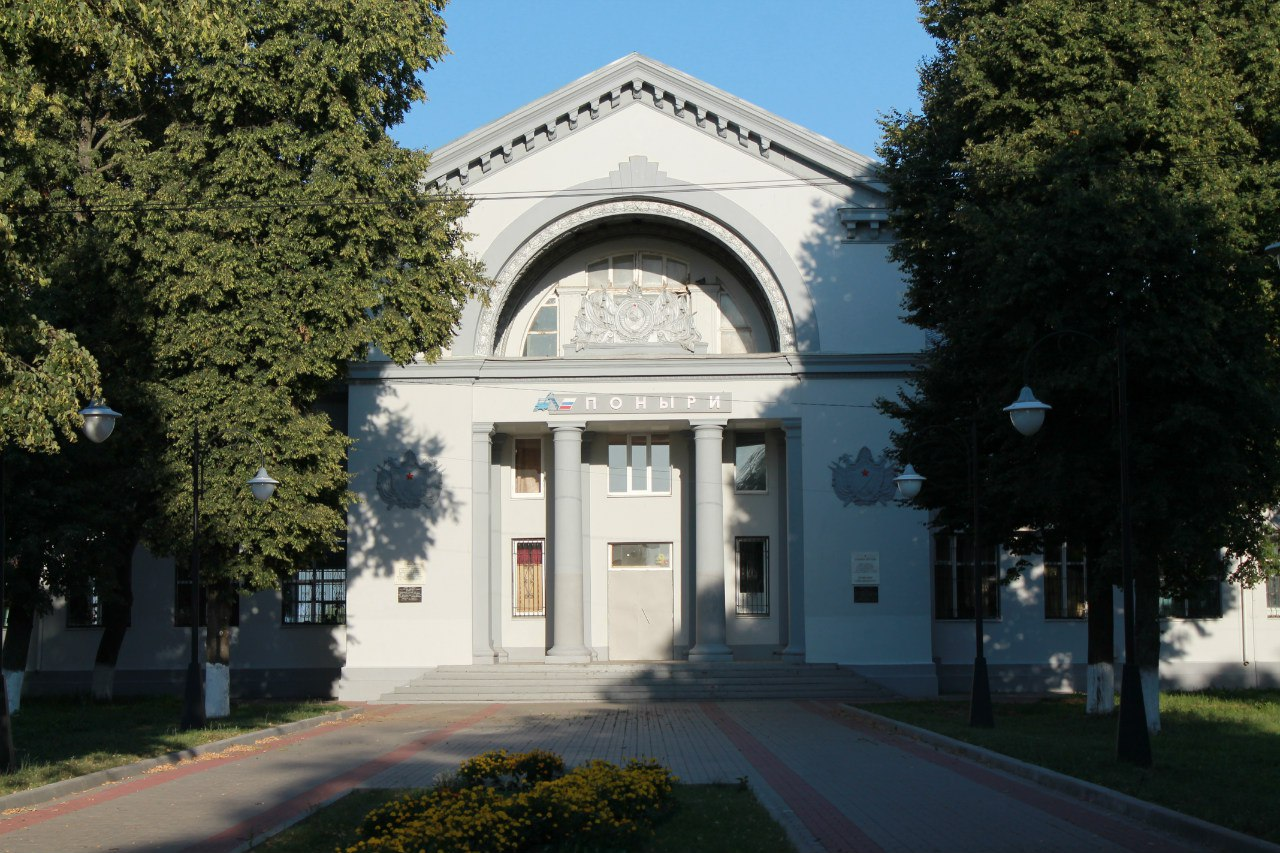
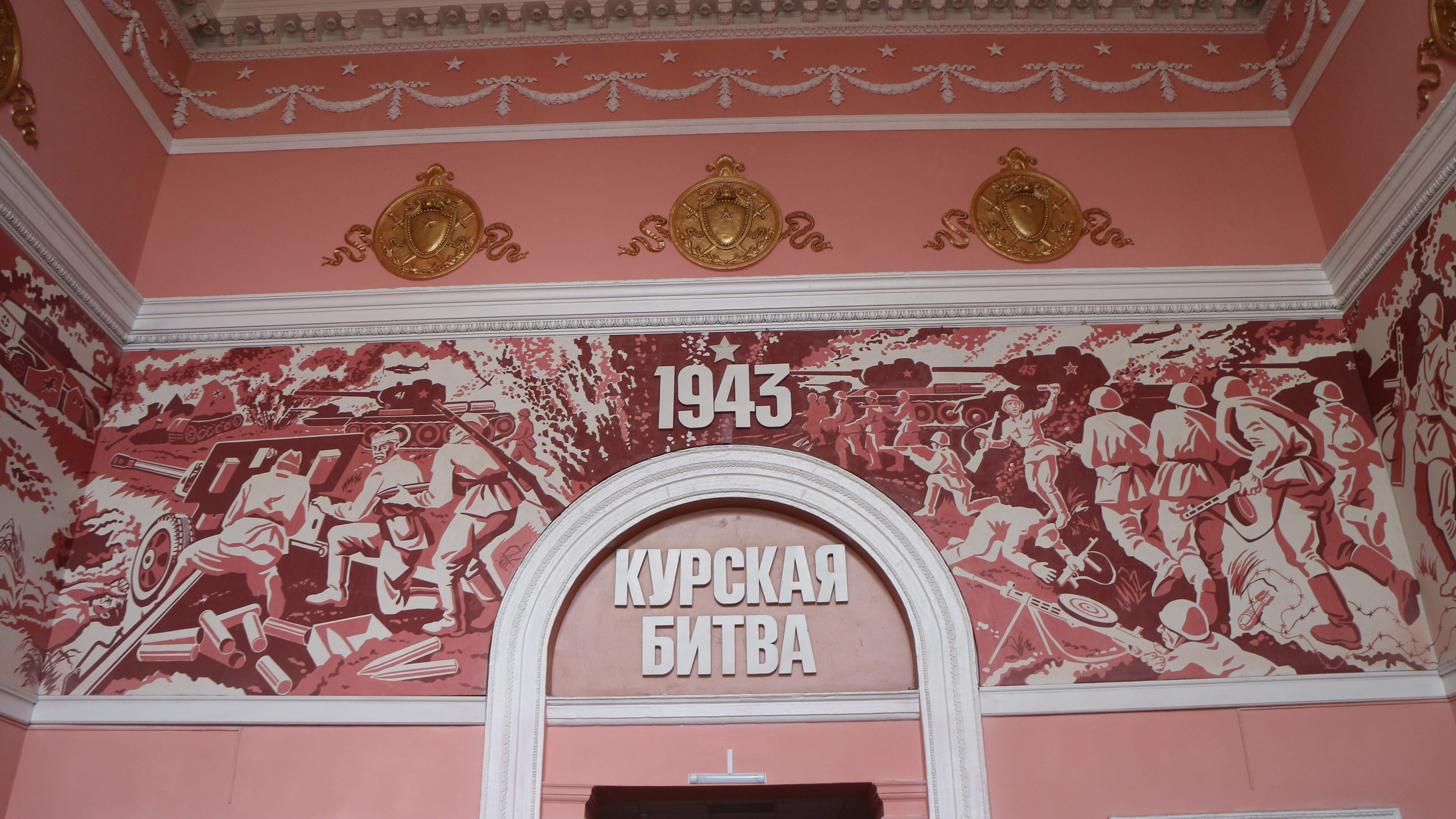
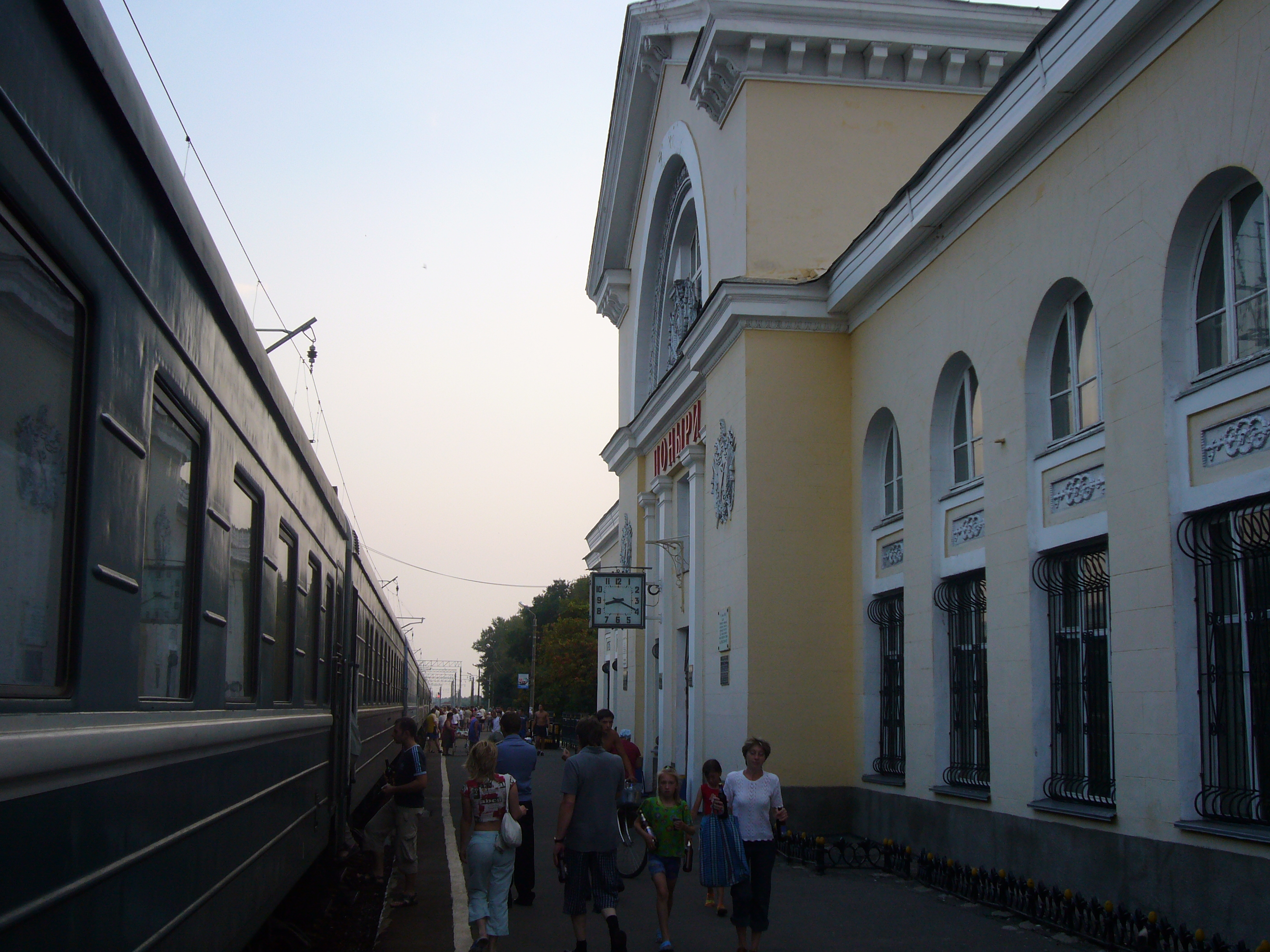
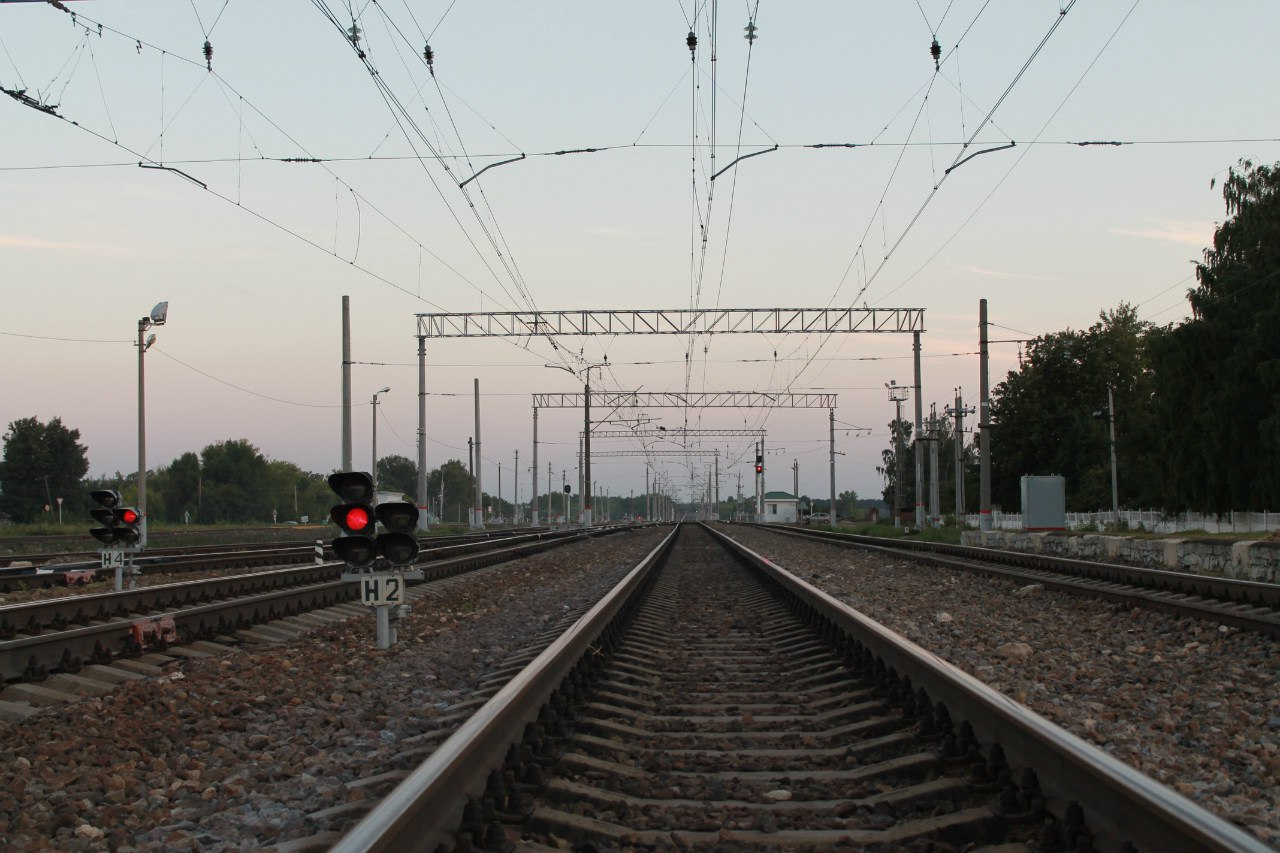

## Пригородное сообщение
Пригородное сообщение осуществляется по направлениям:
- Курск — Орёл
- Курск — Поныри
- Поныри — Орёл

## Поезда дальнего следования
Через станцию проходит значительное количество поездов дальнего следования, но бо́льшая их часть не останавливается на станции, либо делает техническую остановку (без посадки/высадки пассажиров)
Поезда дальнего следования, делающие остановку на станции Поныри, приведены в списке ниже:
| № поезда       | Маршрут движения           | № поезда       | Маршрут движения           |
| -------------- | -------------------------- | -------------- | -------------------------- |
| 97             | Москва — Курск             | 98             | Курск — Москва             |
| 119            | Санкт-Петербург — Белгород | 120            | Белгород — Санкт-Петербург |
| 721 «Ласточка» | Москва — Курск             | 722 «Ласточка» | Курск — Москва             |
| 723 «Ласточка» | Москва — Курск             | 724 «Ласточка» | Курск — Москва             |
| 741            | Москва — Белгород          | 742            | Белгород — Москва          |